# Rodolfo I di Baviera
Rodolfo I di Wittelsbach (Basilea, 4 ottobre 1274 – Inghilterra, 12 agosto 1319) fu duca di Baviera e conte palatino del Reno dal 1294.
Era figlio di Ludovico II del Palatinato, duca dell'Alta Baviera, e di Matilde d'Asburgo, figlia del re Rodolfo I d'Asburgo.

## Biografia
Succeduto al padre nel 1294, assunse, contro il volere della madre Matilde d'Asburgo, la tutela del fratello Ludovico appena dodicenne.
Ancora nel 1294 sposò Matilde, figlia del re Adolfo di Nassau, sostenne le azioni del suocero contro suo zio, Alberto I d'Asburgo fino alla battaglia di Göllheim nel 1298 dove Alfonso venne ucciso. Quando Alberto I venne nominato re, Rodolfo abbracciò il partito di Alberto ma entrò in conflitto col fratello.
Nel 1301, su pressione di Alberto, dovette accettare il fratello Ludovico come coreggente. Alla morte di Alberto nel 1308 entrambi i fratelli miravano al regno, quando divenne sovrano Enrico di Lussemburgo Rodolfo puntò ad un matrimonio tra il suo primogenito Ludovico e la figlia di Enrico. Ludovico morì però nel 1312 prima del matrimonio.
Nel 1310 Luovico spinse per una suddivisione del ducato, che terminò nel giugno del 1313, quando venne firmata una pace a Monaco.
La vittoria di Ludovico contro gli austriaci nella battaglia di Gammelsdorf lo mise in una buona posizione per l'elezione a sovrano, Rodolfo lo considerò un sopruso e ritiratosi ad Heidelberg nel 1314 votò contro il fratello e a favore del suo oppositore Federico I d'Asburgo. 
Le costanti tensioni col fratello terminarono nel 1317 con un accordo siglato a Monaco in cui Rodolfo rinunciava alle pretese sulla Baviera e sul Palatinato.
Con il trattato di Pavia del 1329, tuttavia, Ludovico aveva garantito il Palatinato ai figli di Rodolfo, Rodolfo II e Roberto I ed al nipote di Rodolfo, Roberto II, figlio di Adolfo. Il trattato sancì la divisione della famiglia fino all'estinzione del ramo giovane, discendente di Ludovico il Bavaro, nel 1777.

## Matrimonio ed eredi
Il 1º settembre del 1294 a Norimberga Rodolfo sposò Matilde di Nassau, figlia del Re dei Romani Adolfo di Nassau, la coppia ebbe i seguenti figli:
- Ludovico, principe ereditario del Palatinato (1297–1312);
- Adolfo (1300-1327) che nel 1320 sposò Irmengarda di Oettingen († 1389 come suora nel monastero domenicano di Liebenau a Worms);
- Rodolfo II del Palatinato (1306-1353), conte palatino del Reno dal 1329 alla morte;
- Roberto I del Palatinato (1309-1390), conte palatino del Reno dal 1353 alla morte;

- Matilde (1312-1375), che sposò Giovanni III di Sponheim.

## Ascendenza
|                            |                      |                         | Genitori                 |  |  | Nonni |  |  | Bisnonni              |  |  | Trisnonni           |  |
|                            |                      |                         |                          |  |  |       |  |  | Ludovico I di Baviera |  |  | Ottone I di Baviera |  |
|                            |                      |                         |                          |  |  |       |  |  | Ludovico I di Baviera |  |  | Ottone I di Baviera |  |
|                            |                      | Agnese di Loon          |                          |  |  |       |  |  | Ludovico I di Baviera |  |  |                     |  |
| Ottone II di Baviera       |                      |                         |                          |  |  |       |  |  | Ludovico I di Baviera |  |  |                     |  |
|                            |                      | Ludmilla di Boemia      | Federico di Boemia       |  |  |       |  |  |                       |  |  |                     |  |
|                            |                      | Ludmilla di Boemia      | Federico di Boemia       |  |  |       |  |  |                       |  |  |                     |  |
|                            |                      | Ludmilla di Boemia      | Elisabetta d'Ungheria    |  |  |       |  |  |                       |  |  |                     |  |
| Ludovico II del Palatinato |                      | Ludmilla di Boemia      |                          |  |  |       |  |  |                       |  |  |                     |  |
|                            |                      | Enrico V del Palatinato | Enrico il Leone          |  |  |       |  |  |                       |  |  |                     |  |
|                            |                      | Enrico V del Palatinato | Enrico il Leone          |  |  |       |  |  |                       |  |  |                     |  |
|                            |                      | Enrico V del Palatinato | Matilda d'Inghilterra    |  |  |       |  |  |                       |  |  |                     |  |
| Agnese del Palatinato      |                      | Enrico V del Palatinato |                          |  |  |       |  |  |                       |  |  |                     |  |
|                            |                      | Agnese di Hohenstaufen  | Corrado Hohenstaufen     |  |  |       |  |  |                       |  |  |                     |  |
|                            |                      | Agnese di Hohenstaufen  | Corrado Hohenstaufen     |  |  |       |  |  |                       |  |  |                     |  |
|                            |                      | Agnese di Hohenstaufen  | Irmengarda di Henneberg  |  |  |       |  |  |                       |  |  |                     |  |
| Rodolfo I di Baviera       |                      | Agnese di Hohenstaufen  |                          |  |  |       |  |  |                       |  |  |                     |  |
|                            | Alberto IV il Saggio | Rodolfo il Vecchio      |                          |  |  |       |  |  |                       |  |  |                     |  |
|                            | Alberto IV il Saggio | Rodolfo il Vecchio      |                          |  |  |       |  |  |                       |  |  |                     |  |
|                            | Alberto IV il Saggio | Agnese di Staufen       |                          |  |  |       |  |  |                       |  |  |                     |  |
| Rodolfo I d'Asburgo        | Alberto IV il Saggio |                         |                          |  |  |       |  |  |                       |  |  |                     |  |
|                            |                      | Edvige di Kyburg        | Ulrico di Kyburg         |  |  |       |  |  |                       |  |  |                     |  |
|                            |                      | Edvige di Kyburg        | Ulrico di Kyburg         |  |  |       |  |  |                       |  |  |                     |  |
|                            |                      | Edvige di Kyburg        | Anna di Zähringen        |  |  |       |  |  |                       |  |  |                     |  |
| Matilde d'Asburgo          |                      | Edvige di Kyburg        |                          |  |  |       |  |  |                       |  |  |                     |  |
|                            |                      | Burcardo V di Hohenberg | Burcardo IV di Hohenberg |  |  |       |  |  |                       |  |  |                     |  |
|                            |                      | Burcardo V di Hohenberg | Burcardo IV di Hohenberg |  |  |       |  |  |                       |  |  |                     |  |
|                            |                      | Burcardo V di Hohenberg | Valpurga di Aichelberg   |  |  |       |  |  |                       |  |  |                     |  |
| Gertrude di Hohenberg      |                      | Burcardo V di Hohenberg |                          |  |  |       |  |  |                       |  |  |                     |  |
|                            |                      | Matilde di Tubinga      | Rodolfo II di Tubinga    |  |  |       |  |  |                       |  |  |                     |  |
|                            |                      | Matilde di Tubinga      | Rodolfo II di Tubinga    |  |  |       |  |  |                       |  |  |                     |  |
|                            |                      | Matilde di Tubinga      | ? di Ronsberg            |  |  |       |  |  |                       |  |  |                     |  |
|                            |                      | Matilde di Tubinga      |                          |  |  |       |  |  |                       |  |  |                     |  |